# Chiesa cimiteriale

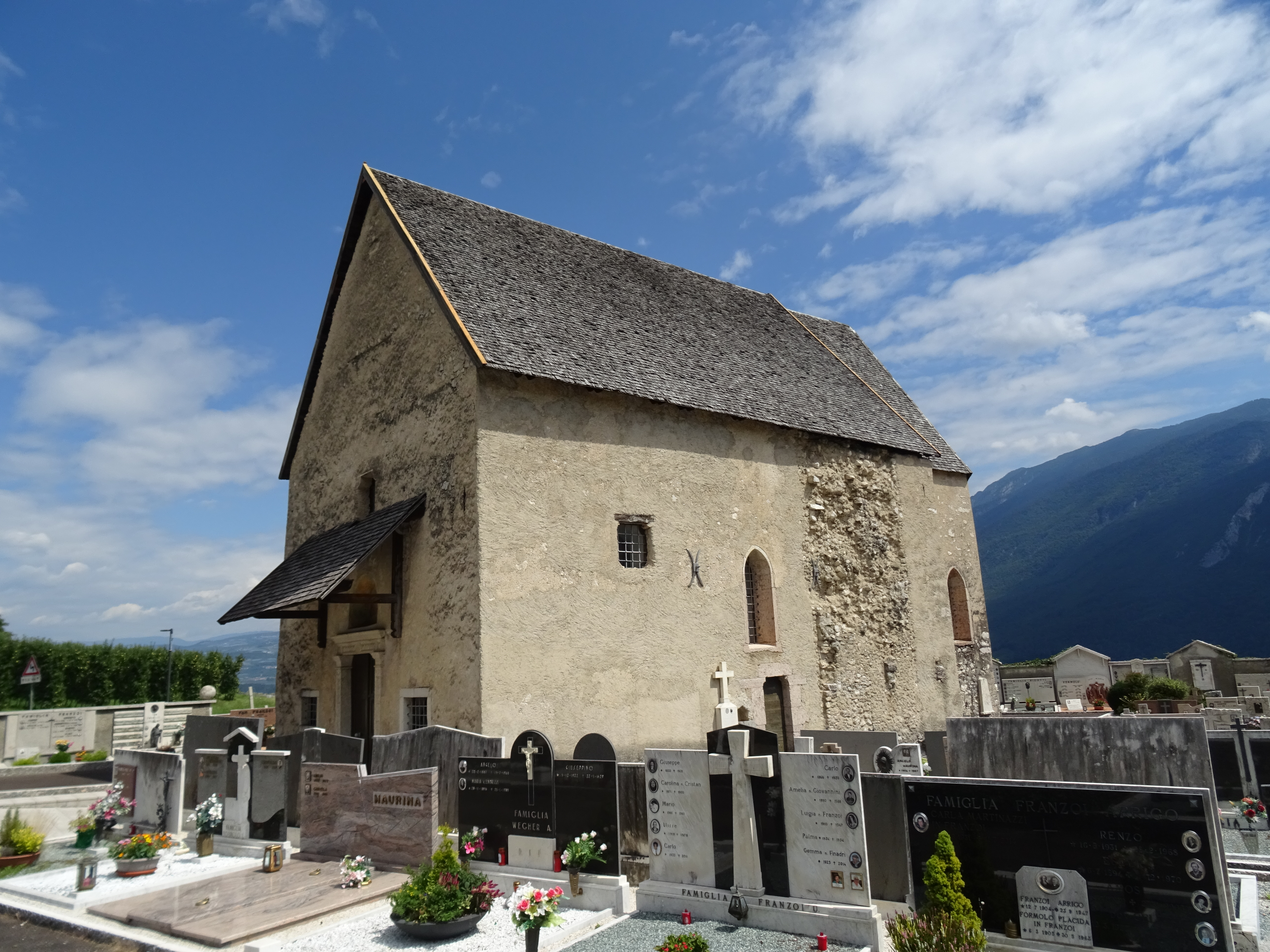
Chiesa cimiteriale di Santa Maria Addolorata a Sporminore in Trentino-Alto Adige

La chiesa cimiteriale, anche chiamata cappella cimiteriale, è un particolare chiesa dedicata alla funzione funeraria cristiana e in altri culti religiosi.
Solitamente si trovano in un cimitero e solo in rari casi sono chiese a tutti gli effetti destinate a servizi religiosi generali.

## Descrizione

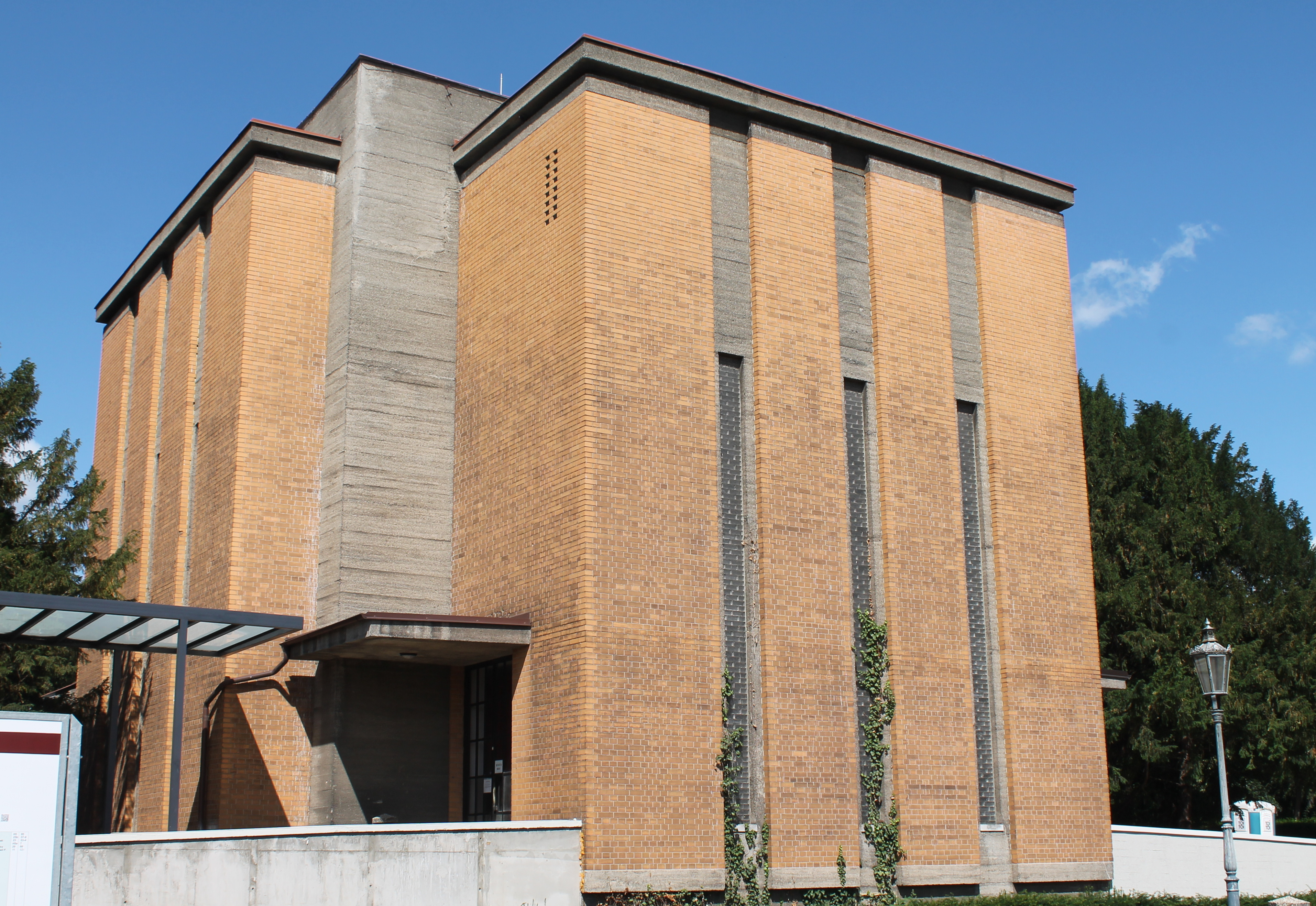
Brno, chiesa cimiteriale del cimitero centrale

Si tratta di un edificio destinato prevalentemente a funzione funeraria, spesso all'interno o vicino a un cimitero. Può essere costruito sin dall'inizio con tale funzione oppure esservi destinato in seguito a mutamenti come diverse necessità dei fedeli o altra dignità riconosciuta alla chiesa stessa, che in origine poteva essere sede di parrocchia o altro.
Dal punto di vista della denominazione gerarchica la chiesa cimiteriale si trova a rientrare in una parrocchia e quindi ad essere chiesa dipendente di una chiesa parrocchiale.